# Paul d'Estournelles de Constant
Paul Henri Benjamin Balluet d'Estournelles de Constant, baró de Constant de Rébecque (La Flèche, França 1852 - Bordeus 1924) fou un diplomàtic, polític i pacifista francès, guardonat el 1909 amb el Premi Nobel de la Pau al costat de Auguste Beernaert.

## Joventut i estudis
Va néixer el 22 de novembre de 1852 a la ciutat de La Fleche al departament francès del Sarthe en el si d'una família aristocràtica amb orígens que es remunten fins a les Croades. Estudià Dret i llengües orientals al Lycée Louis-le-Grand de París i el 1876 inicià la carrera diplomàtica.

## Carrera diplomàtica i política
Fou enviat pel govern francès en legacions franceses a Montenegro, Imperi Otomà, Països Baixos, Gran Bretanya i Tunísia, retornant a París el 1882 per esdevenir assistent del gabinet del Ministeri d'Afers Exteriors. El 1885 aconseguí un escó al Parlament francès, i el 1904 aconseguí entrar al Senat, escó que ocupà fins al 1924.
Com a membre dels Parlament i del Senat advocà per una política contrària als postulats colonialistes de la Tercera República Francesa, establint protectorats en contra de l'assimilació tradicional colonialista.

## Tasques pacifistes
El 1899 va iniciar les seves tasques pacifistes, representant el seu país a les Conferències de Pau de la Haia, i des del 1900 fou membre del Tribunal Permanent d'Arbitratge, aconseguint una millor entesa entre diferents nacions gràcies a la creació i direcció de la Lliga de Conciliació Internacional.
El 1909 fou guardonat amb el Premi Nobel de la Pau, al costat del polític belga Auguste Beernaert, pels seus esforços en l'arbitratge en la pau internacional.
Estournelles de Constant morí el 15 de maig de 1924 a Bordeus, ciutat on s'havia retirat de l'activitat política.